# Kuskusar
Kuskusar (Phalanger) är ett släkte bland klätterpungdjuren. Släktet omfattar 13–15 arter, beroende på taxonomi.

## Utbredning
Arterna av släktet förekommer på Moluckerna, på Nya Guinea, på Salomonöarna och på Kap Yorkhalvön i norra Australien samt på mindre öar i samma region.

## Utseende
Kuskusar har en grov kroppsbyggnad. Den täta och ulliga pälsens är antingen vit, rödaktig eller svart. Vissa arter har gula fläckar vid halsen eller mörka strimmor på ryggen. De har en kort nos och små öron som nästan är gömd i pälsen. Kroppens (huvud och bål) längd ligger mellan 32 och 60 centimeter och sedan tillkommer en lika lång eller något kortare svans. Den långa svansen saknar hår vid spetsen som underlättar för djuret att hålla sig fast vid grenar. Vikten ligger mellan ett och fem kilogram.

## Ekologi
Dessa djur lever på träd och vistas sällan på marken. Med den långa gripsvansen är de bra anpassade till sitt habitat som ligger i tropiska regnskogar. Kuskusar vistas i låglandet och i bergstrakter där de når 2700 meter över havet. De vilar på dagen i trädens håligheter eller i täta bladansamlingar och letar på natten efter föda. Kuskusar rör sig ganska långsamt och varje individ lever ensam.
Arterna i släktet livnär sig huvudsakligen av frukter och blad och dessutom äter de insekter och fågelägg.
Efter dräktigheten som bara varar i två veckor föds ett eller två ungdjur. Oftast dias bara ett av dessa trots att modern har fyra spenar i pungen (marsupium). Efter flera månader lämnar ungdjuret pungen. Livslängden uppskattas till 11 år.

## Hot och status
Alla arter är mer eller mindre starkt hotade på grund av jakt och habitatförstörelse men för flera arter saknas data angående populationen. IUCN listar P. matanim som akut hotad (CR), P. alexandrae och P. lullulae som starkt hotad (EN), P. matabiru som sårbar (VU) och alla andra som livskraftig (LC).

## Arter
För närvarande är 13 arter godkända men några underarter klassas av vissa zoologer som självständiga arter.
- Phalanger alexandrae, är endemisk på en liten ö på norra Moluckerna.
- Phalanger carmelitae, finns på mellersta och östra Nya Guinea.
- Phalanger gymnotis, lever på Nya Guinea.
- Östlig grå kuskus (Phalanger intercastellanus), förekommer i södra Nya Guinea.
- Phalanger lullulae, lever på Woodlarkön i östra Nya Guinea. Arten räknades en tid som utdött men under senaste tiden hittades flera exemplar.
- Phalanger matabiru, upptäcktets så sent som 1995 och lever på norra Moluckerna.
- Phalanger matanim, finns i centrala Nya Guinea.
- Sydlig grå kuskus (Phalanger mimicus), lever i södra Nya Guinea och på Kap Yorkhalvön.
- Nordlig grå kuskus (Phalanger orientalis), är den mest kända arten och lever på Nya Guinea, Salomonöarna, Bismarckarkipelagen och flera andra öar. Troligtvis infördes den på flera ställen av människan.
- Phalanger ornatus, finns på norra Moluckerna.
- Phalanger rothschildi, hittas likaså på Moluckerna men på andra öar än den förut nämnda arten.
- Phalanger sericeus, lever i mellersta och östra Nya Guinea.
- Phalanger vestitus, finns likaså på Nya Guinea.